# Manas (fiume)
Il Manas è il maggior affluente del fiume Brahmaputra; scorre nello Stato dell'Assam. È chiamato così in onore di Manasa, il dio serpente della mitologia indù.